# Virginia Slims of Florida 1989
Virginia Slims of Florida 1989 — жіночий тенісний турнір, що проходив на відкритих кортах з твердим покриттям Polo Club of Boca Raton у Бока-Ратон (США). Належав до турнірів 5-ї категорії в рамках Туру WTA 1989. Тривав з 13 до 19 березня 1989 року. Перша сіяна Штеффі Граф здобула титул в одиночному розряді, свій другий на цьому турнірі після 1987 року.

## Фінальна частина

### Одиночний розряд
Штеффі Граф —  Кріс Еверт 4–6, 6–2, 6–3
- Для Граф це був 4-й титул в одиночному розряді за сезон і 34-й — за кар'єру.

### Парний розряд
Яна Новотна /  Гелена Сукова —  Джо Дьюрі /  Мері Джо Фернандес 6–4, 6–2
- Для Новотної це був 3-й титул за сезон і 15-й — за кар'єру. Для Сукової це був 3-й титул за сезон і 35-й — за кар'єру.